# Anette Bouvin
Anette Bouvin – szwedzka biathlonistka. W Pucharze Świata zadebiutowała w sezonie 1983/1984. W zawodach tego cyklu dwukrotnie stawała na podium: 7 stycznia 1984 roku w Falun była druga w sprincie, a 11 marca 1984 roku w Lygna zwyciężyła w tej samej konkurencji. W pierwszym przypadku rozdzieliła na podium Pirjo Mattila z Finlandii i Norweżkę Sanna Grønlid, a w drugim wyprzedziła swą rodaczkę Evę Lundgren i Norweżkę Mette Mestad. W klasyfikacji generalnej sezonu 1983/1984 zajęła siódme miejsce.
W 1984 roku wystąpiła na mistrzostwach świata w Chamonix, gdzie zajęła 10. miejsce w biegu indywidualnym i 29. miejsce w sprincie. Na rozgrywanych rok później mistrzostwach świata w Egg zajęła 25. miejsce w sprincie. Nigdy nie wystąpiła na igrzyskach olimpijskich.

## Osiągnięcia

### Mistrzostwa świata
| Rok  | Miejscowość | Konkurencje | Konkurencje | Konkurencje | Konkurencje | Konkurencje | Konkurencje | Konkurencje |
| Rok  | Miejscowość | IN          | SP          | PU          | MS          | RL          | MR          | SR          |
| ---- | ----------- | ----------- | ----------- | ----------- | ----------- | ----------- | ----------- | ----------- |
| 1984 | Chamonix    | 10.         | 29.         | nd.         | nd.         | –           | nd.         | –           |
| 1985 | Egg         | –           | 25.         | nd.         | nd.         | –           | nd.         | –           |

### Puchar Świata

#### Miejsca w klasyfikacji generalnej
| Sezon     | Miejsce |
| --------- | ------- |
| 1983/1984 | 7.      |
| 1984/1985 | ?       |

#### Miejsca na podium chronologicznie
| Lp. | Dzień      | Rok  | Miejscowość | Konkurencja      | Lokata | Pudła | Czas biegu | Strata | Zwycięzca     |
| --- | ---------- | ---- | ----------- | ---------------- | ------ | ----- | ---------- | ------ | ------------- |
| 1.  | 7 stycznia | 1984 | Falun       | Sprint na 7,5 km | 2.     | 2     | 19:33,6    | +15,9  | Aino Kallunki |
| 2.  | 11 marca   | 1984 | Lygna       | Sprint na 7,5 km | 1.     | 2     | 26:34,0    | –      | –             |